# Holzhausenstraße
Die Holzhausenstraße ist eine Straße in Frankfurt am Main. Sie befindet sich im Holzhausenviertel und wird zu den besten Adressen im Frankfurter Nordend gezählt. Die Straße entstand aufgrund einer 1891 von Oberbürgermeister Franz Adickes erlassenen Bauordnung und weist auch heute noch eine weitgehend geschlossene gründerzeitliche Bebauung mit zahlreichen denkmalgeschützten Gebäuden auf.

## Ableitung des Straßennamens
Die Straße ist benannt nach der jahrhundertelang in Frankfurt angesiedelten Patrizierfamilie Holzhausen, die einst aus Friedrichsdorf-Burgholzhausen gekommen war und ihren Familiennamen nach diesem Ort ausgewählt hatte.

## Der Straßenverlauf

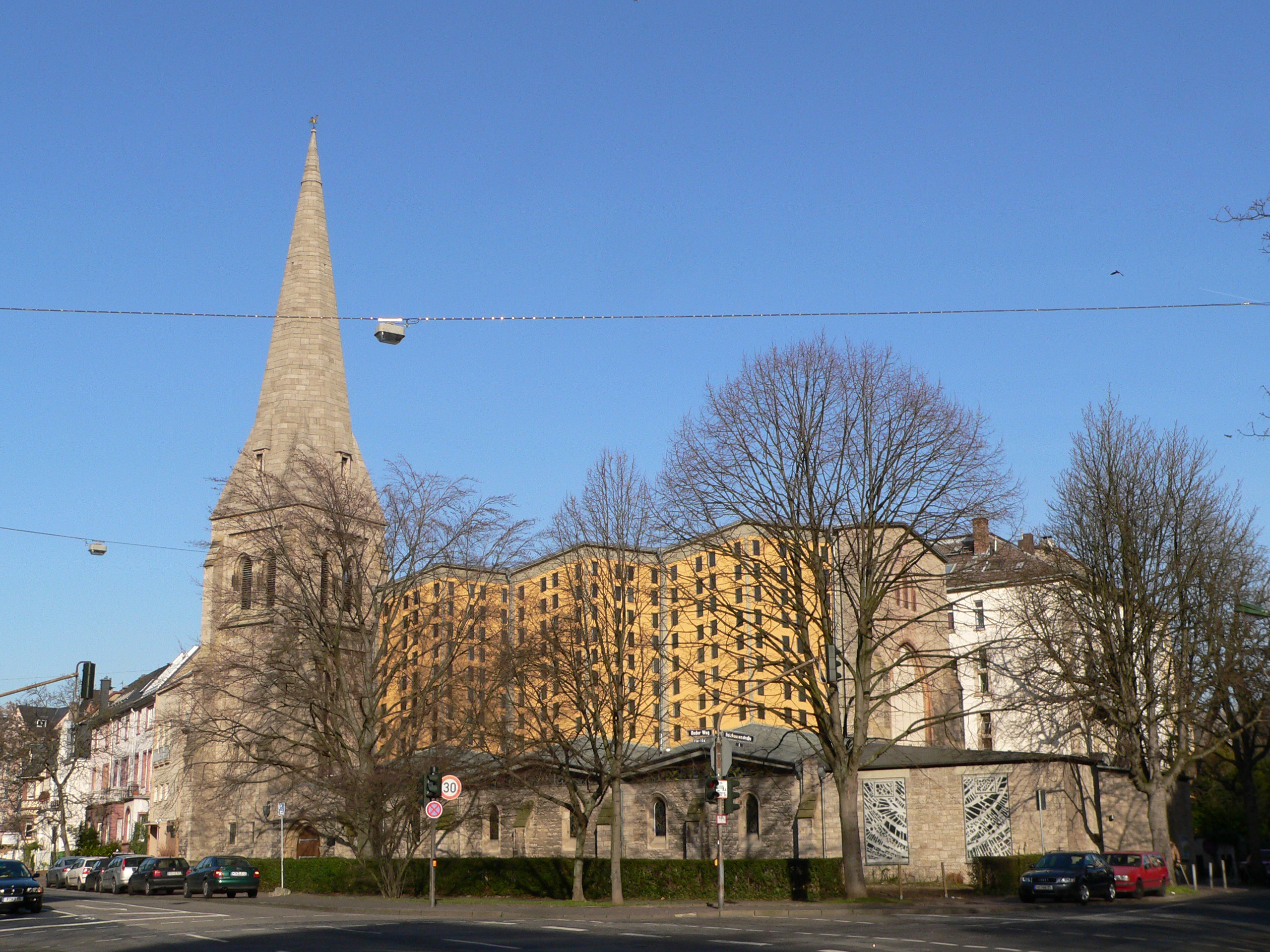
Epiphanias-Kirche

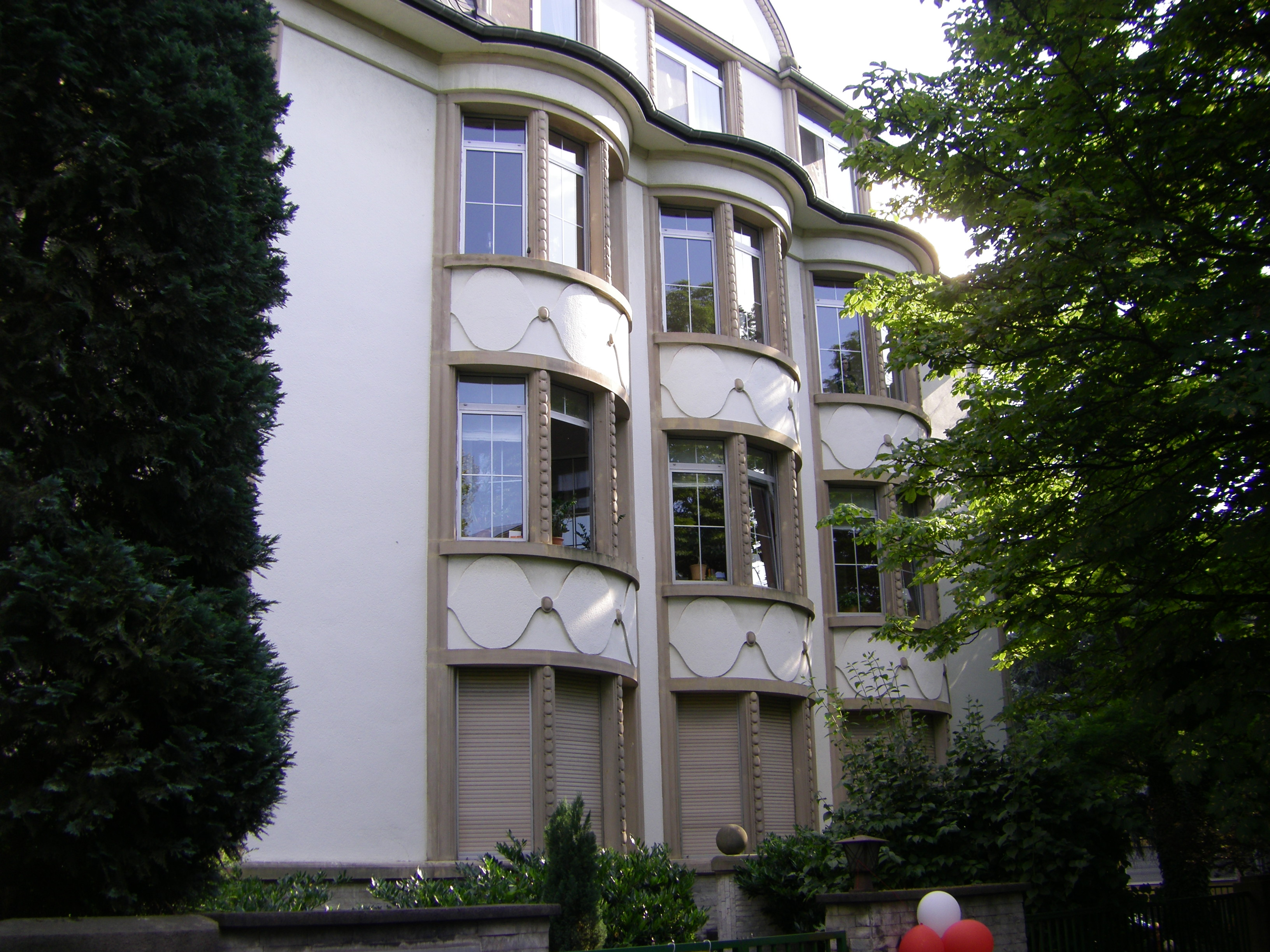
Holzhausenstr. 17

Die Holzhausenstraße beginnt an der Eckenheimer Landstraße und endet nach knapp 890 Metern an der Hansaallee. Ihr erster Abschnitt verläuft zwischen Eckenheimer Landstraße und Oeder Weg und ist relativ kurz. An der Kreuzung mit dem Oeder Weg steht auf der rechten Straßenseite die evangelische Epiphaniaskirche. 1901 aus Kalkstein im Stil der Neugotik als Immanuelkirche errichtet, wurde sie im Zweiten Weltkrieg durch Fliegerbomben schwer beschädigt. In die verbliebene Ruine mit dem weitgehend erhaltenen Turm wurde 1956 ein Neubau im Stil der damaligen Zeit gesetzt. 2006 wurde die Kirche umfassend renoviert.
Der längste Abschnitt der Holzhausenstraße befindet sich zwischen Oeder Weg und Eschersheimer Landstraße. Er ist geprägt von gründerzeitlichen Villengebäuden, von denen die meisten wegen der in diesem Bereich geringen Kriegszerstörungen gut erhalten sind. 23 Gebäude der Baujahre 1891 bis 1898 stehen unter Denkmalschutz.
Vor dem Haus Nummer 16 befindet sich ein Stolperstein für Magda Spiegel (1887–1944). Die ursprünglich aus Prag stammende Jüdin wirkte seit 1917 als Altistin an der Frankfurter Oper, deren Ensemble sie bis 1935 angehörte. Nach der verfolgungsbedingten Entlassung bezog sie 1936 eine Wohnung in der 2. Etage des Hauses in der Holzhausenstraße Nummer 16, die ihr 1941 gekündigt wurde, da sie als Jüdin nicht mehr in einem arischen Haus wohnen durfte.
An der Ecke zur Justinianstraße öffnet sich der Holzhausenpark, der in seinem nördlichen Bereich über einen großen Kinderspielplatz verfügt. Dieser wird im Westen begrenzt durch die Hammanstraße. Im letzten Abschnitt der Holzhausenstraße vor der Kreuzung mit der Eschersheimer Landstraße liegt auf der rechten Seite das Gelände des Frankfurter Diakonissenhauses. An der Holzhausenstraße befand sich der Eingang zum 1874 erbauten ehemaligen Diakonissen-Krankenhaus, das zuletzt noch aus einer geriatrischen Klinik und einer Klinik für plastische Chirurgie bestand. Nach dem Verkauf des Geländes 2015 wurde das Gebäude hinter der denkmalgeschützten Gründerzeitfassade in eine Wohnanlage mit 66 Wohnungen umgewandelt.
Auf der anderen Seite der Kreuzung – und derselben Seite, auf der sich das Krankenhaus befand – steht auf der Ecke ein Haus, in dem sich die Frankfurter Niederlassung der IKB Deutsche Industriebank befindet. Von hier aus verläuft der letzte Abschnitt der Holzhausenstraße, der schon zum Stadtteil Westend gehört und ähnlich kurz ist wie das Stück zwischen Eckenheimer Landstraße und Oeder Weg. Am Ende der Straße befindet sich auf der rechten Seite die Sporthalle der in der benachbarten Vogtstraße gelegenen Elisabethenschule.

## Verkehrsanbindung
Die Holzhausenstraße verfügt über einen guten Verkehrsanschluss zum öffentlichen Personennahverkehr. Unterhalb der Kreuzung zur Eschersheimer Landstraße befindet sich der gleichnamige U-Bahnhof der Linien U1, U2, U3 und U8. Die Buslinie 36 befährt die Holzhausenstraße ab dem Oeder Weg.